# Policy and Charging Enforcement Function
Policy and Charging Enforcement Function (PCEF) bezeichnet eine Gruppe von Netzelementen in Mobilfunkdatennetzen. Das / die PCEF werden i. d. R. von einem PCRF über die 3GPP-Gx-Schnittstelle gesteuert und beeinflussen den Datenverkehr in Echtzeit bzgl. Dienstqualität, Dienstmerkmale und Dienstevergebührung.
Typische PCEF sind
- 2G/3G bzw. GPRS/UMTS GGSN
- 4G bzw. LTE PDN-GW und PGW
- generische DPI-Proxy zur Manipulation und Monitoring verschiedener Protokolle
- generische HTTP-Proxy zur Manipulation und Monitoring des HTTP-Datenverkehrs

Die PCEF bilden zusammen mit dem PCRF die PCC-Architektur eines Mobilfunknetzbetreibers und damit das sogenannte Kernnetz zwischen den Mobilfunkmasten und dem Internet.

## Standardisierung
PCEF insbesondere GGSN und PGW und die zugehörigen Schnittstellen werden zum Teil durch die 3rd Generation Partnership Project (3GPP) standardisiert und weiterentwickelt.